# シロナガスクジラ
シロナガスクジラ（白長須鯨、Balaenoptera musculus、英語: Blue whale、藍鯨）は、哺乳綱偶蹄目ナガスクジラ科に分類される海洋哺乳類である。現存する最大の動物種であるだけでなく、かつて地球上に存在した確認されている限りの恐竜や動物を含めても、あらゆる既知の動物の中で最大の種であり、確認されている最大の大きさは体長30.5メートル・体重190トン、未確認の範囲では体長33 - 35メートル、体重200 - 210トン前後という記録も存在する。また、より小型の亜種にピグミーシロナガスクジラ（Balaenoptera musculus brevicauda）が存在する他にも、シロナガスクジラ自体にも小型の個体群または亜種も存在する。

## 名称
長身であることを指して、江戸時代にはナガスクジラとともに「長須鯨」と呼ばれた。「白」を冠した現在の和名は、浮かび上がる際に水上からは白く見えることに由来する。 
現在の標準和名（シロナガスクジラ）は、国内における本種との混同が目立ったナガスクジラとの区分を意識した命名になっているが、各種の和名が統一される以前は「ナガスクジラ」「ナガス」「ナガソ」「ニタリナガス」「シロナガソ」「ハイイロナガス」など多様な呼称が使われていた。
英語では「Blue Whale」が標準英名であるが、これ以外にも「Sibbald's rorqual」や腹側に付着した珪藻によって黄色味を帯びて見えることに由来する「Sulphur bottom（「硫黄色の腹」）」、「great northern rorqual」などの呼称も存在する。
中国語で最も一般的に使われる表記の「蓝鲸」は、英名の「Blue Whale」に準拠している。

## 分布

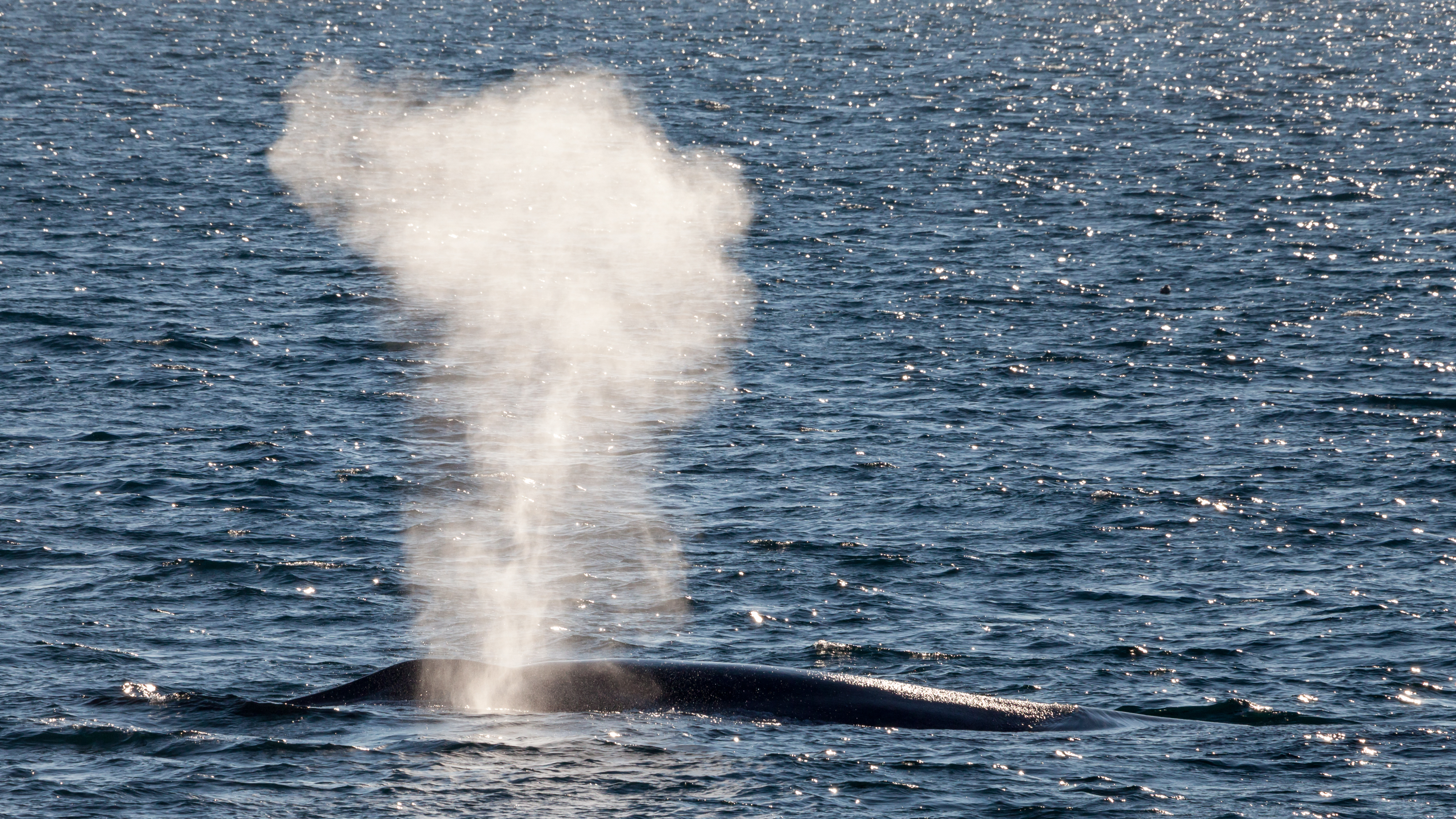
スピッツベルゲン島にて。

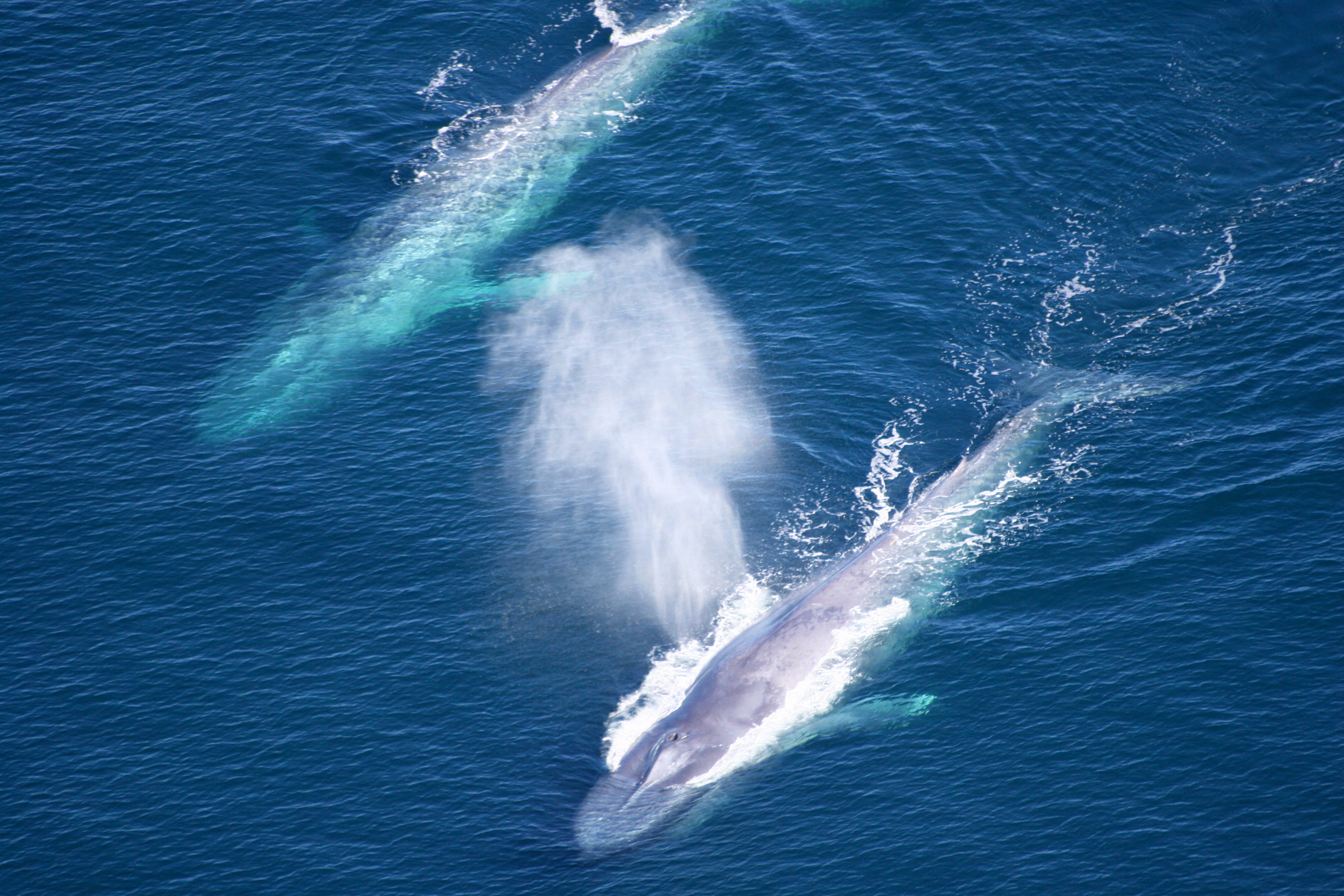
チャンネル諸島（カリフォルニア州）にて。

模式標本の産地（基準産地・タイプ産地・模式産地）はフォース湾であった。
熱帯から寒帯にかけての沿岸や外洋域に分布し、多くの場合は季節的な回遊を行う。その際、夏はオキアミ等が豊富な寒帯や極海の積氷の間際まで回遊し、冬には温帯から熱帯にかけての範囲で繁殖を行う。
外洋に生息する場合が目立つが、カリフォルニア湾やチリの沿岸など沿岸部に生息する個体群もおり、浅い沿岸域やフィヨルドを利用したり、陸上から容易に観察できるほどの海岸付近に接近する場合もある。捕鯨時代の以前には現在よりも沿岸に生息する個体も多かったと思われ、たとえばアイスランドの沿岸では中世まで本種がバイキングによって捕獲されてきた可能性が指摘されていたり、現在ではほとんど見られない日本列島の沿岸でも商業捕鯨の時代には短期間に大量に捕獲されており、現在の品川区沖の東京湾に来遊した可能性のある記録も存在する。
付属海や縁海にはあまり入らず、オホーツク海や地中海、日本海、東シナ海、ベーリング海などには分布しないとされるが、過去にはオホーツク海やベーリング海や日本海や黄海や東シナ海でも捕獲されていたり、2018年には紅海北部のアカバ湾に出現した。
なお、2020年に台湾の長浜郷に漂着した個体は、キタシロナガスクジラではなく、北インド洋に生息するB. m. indicaであったと判明している。
近年では、本種やピグミーシロナガスクジラのホットスポットまたは重要な生息域が従来の想定よりも多くの地域に点在する事が判明しており、それらの中には中東、セーシェル諸島、東アフリカ、中部アフリカ、南部アフリカ、西アフリカ、チャゴス諸島、南タラナキ湾など、長年にわたって生息情報が途絶えていたり、これまであまり注目されてこなかった海域も少なくない。

## 分類
海洋哺乳類学会（Society for Marine Mammalogy, SMM）の分類委員会は、2023年現在4つの亜種を認めている。北大西洋と北太平洋のB. m. musculus、南氷洋のB. m. intermedia、インド洋と南太平洋のB. m. brevicauda、北インド洋のB. m. indicaである。また、チリ沖には5番目の亜種と思われる個体群が生息している。
以下の亜種の分類は、Mead & Brownell（2005）に従う。和名・形態は、粕谷（2001）に従う。英名は、Committee on Taxonomy（2023）に従う。
Balaenoptera musculus musculus (Linnaeus, 1758) キタシロナガス Northern blue whale
北半球。南限は北緯20度周辺で、北緯80度周辺のスピッツベルゲン島周辺まで回遊を行う。
全長24 - 25メートル。
Balaenoptera musculus brevicauda Ichihara, 1966 ピグミーシロナガス Pygmy blue whale
南半球の低緯度地方。赤道周辺から南緯55度周辺まで回遊を行う。
全長20-24メートル。尾がやや短い。
Balaenoptera musculus indica Blyth, 1859 Northern Indian Ocean blue whale
インド洋北部やアラビア海など。
ピグミーシロナガスとクジラの明確な差異は不明とされる。
Balaenoptera musculus intermedia Burmeister, 1871 ミナミシロナガス Antarctic blue whale
南半球の高緯度地方。南緯70度以南まで回遊を行う。
最大亜種。

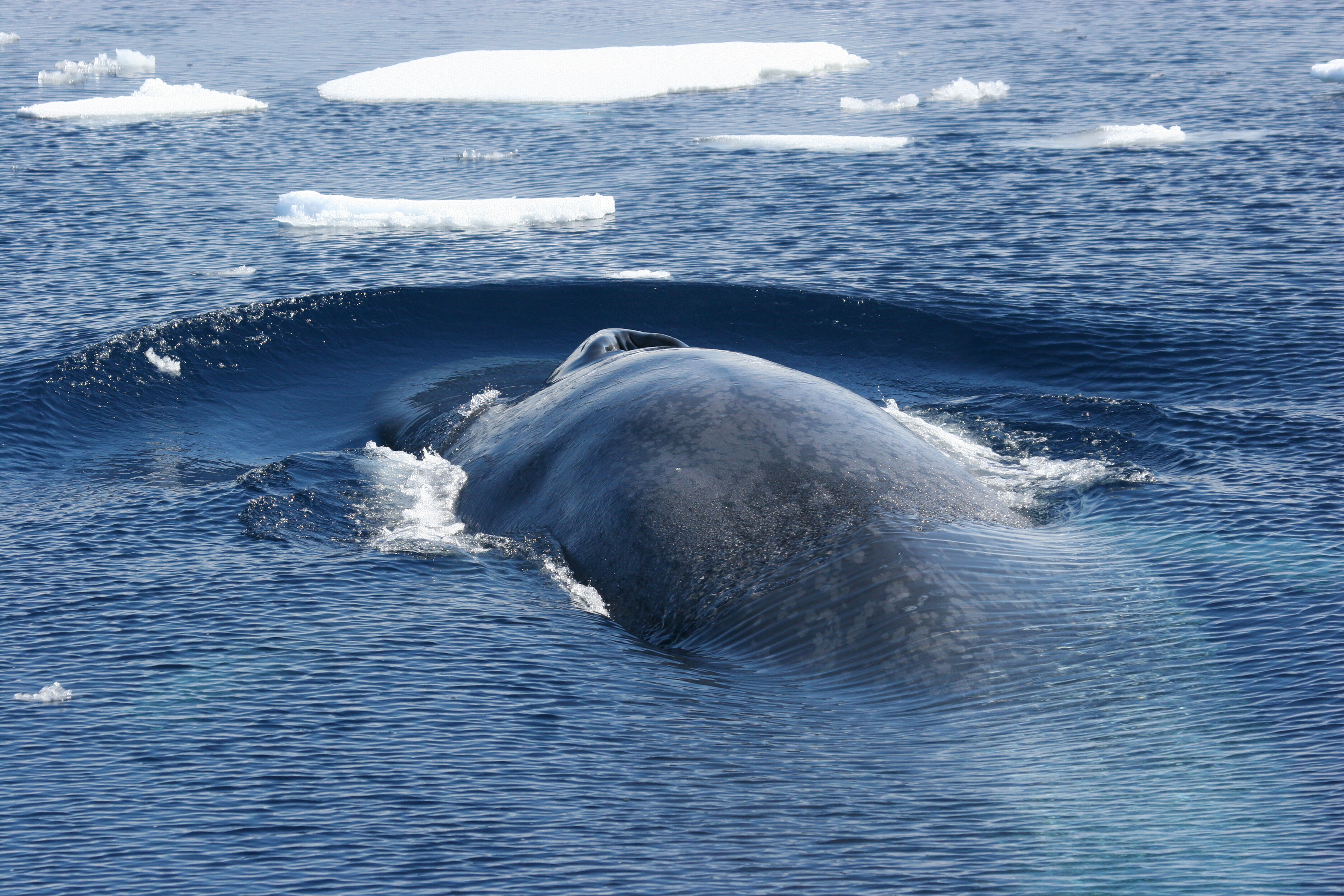
ミナミシロナガス（南極海）
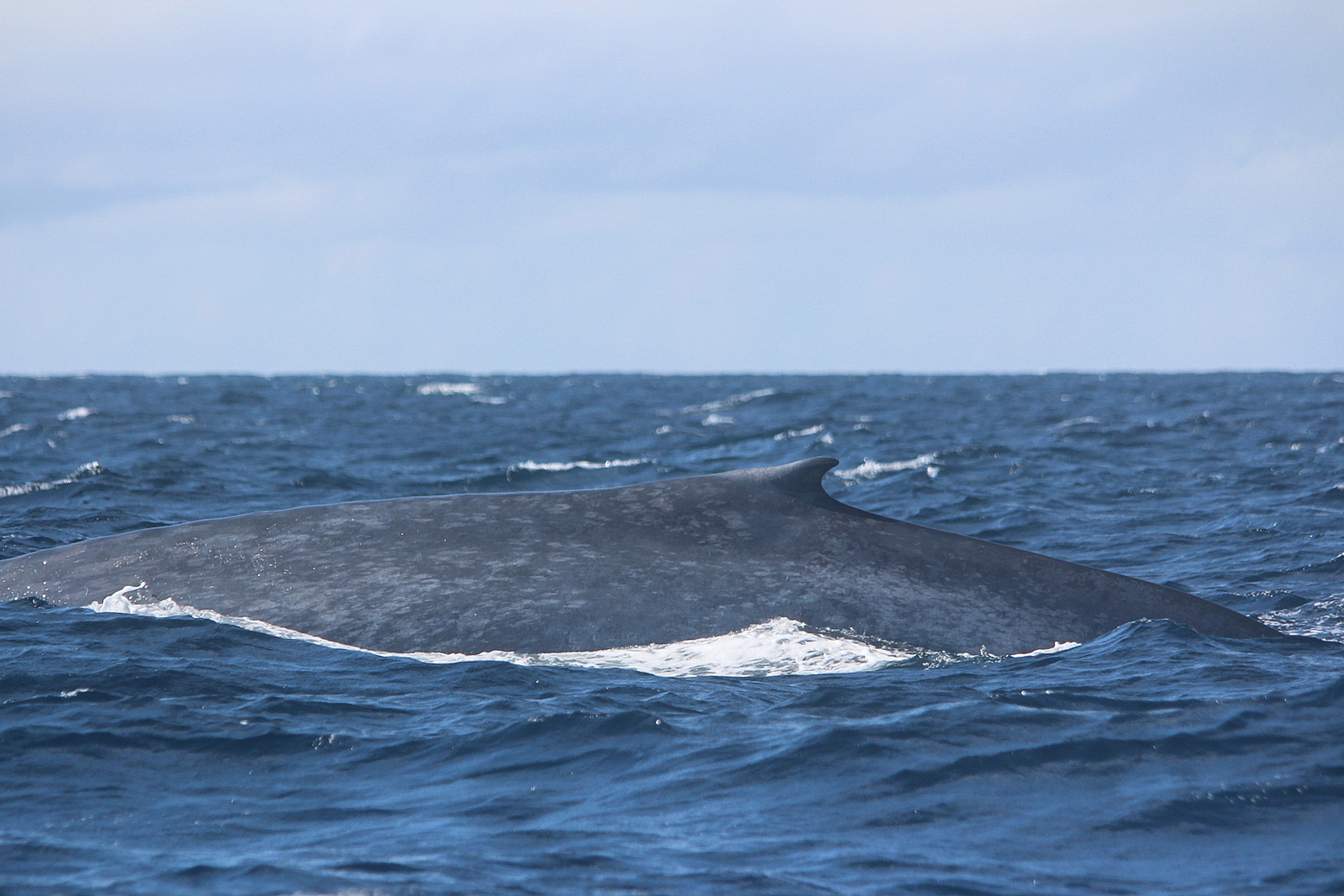
B. m. indica（スリランカ）
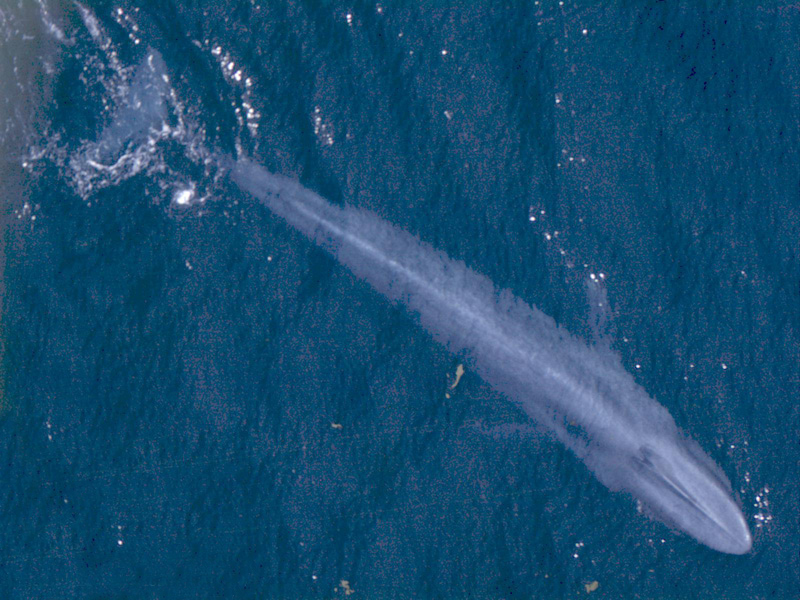
キタシロナガス（カリフォルニア州）
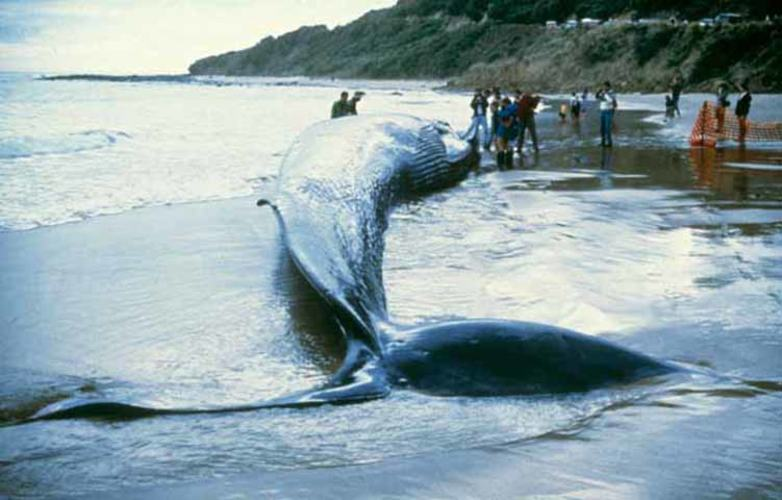
ピグミーシロナガス（メルボルン近郊）

### 非有効亜種
2020年および2021年にチリ産およびクウェート産の骨格標本に基づいた亜種が記載されている。以下の分類・英名・分布ほかは、Khalaf（2020, 2021）に従う。一方でSMMは2023年時点でこれらを疑問名とみなしており、有効な亜種として認めていない。
Balaenoptera musculus chilensis Khalaf, 2020 Chilean blue whale
チリやペルーやガラパゴス諸島などの沿岸や沖合。
ピグミーシロナガスクジラとの形態的な差異は少ないが、分布や遺伝上の差異や「歌」の違いが見られる。キタシロナガスやミナミシロナガスと分布を共有する場合があり、交配も発生し得るとされる。
Balaenoptera musculus arabica Khalaf, 2021 Arabian Sea blue whale
アラビア海、インド洋西部。

## 形態

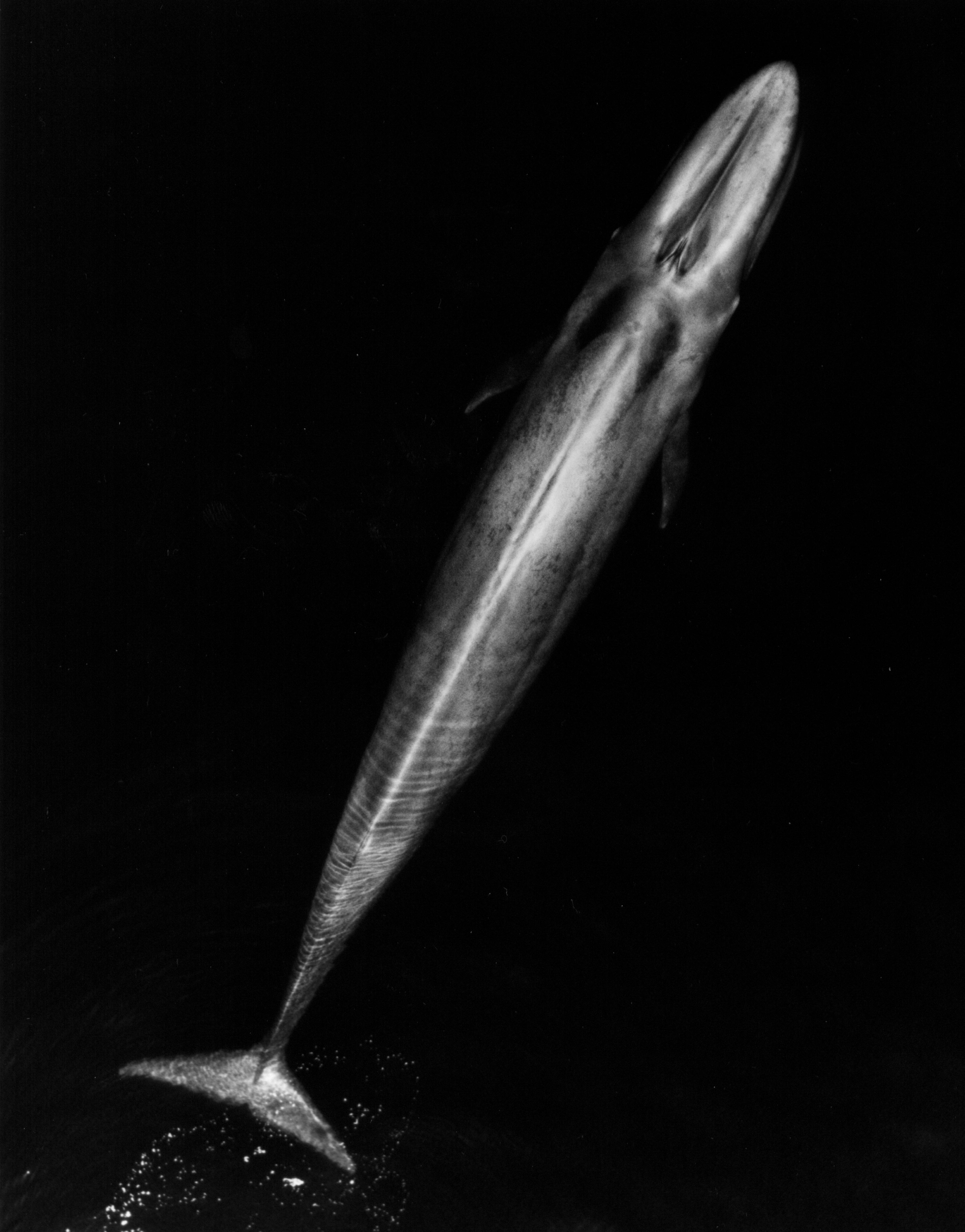
全身像

現生の脊椎動物における最大種である。成獣の体長は通常20 - 26メートル前後であり、南半球の亜種の確認されている最大体長には29.9、30.5、31.1メートルといった記録が存在する。未確認も含めた記録上の最大全長は33.6 - 35メートル、体重200-210トン前後になるが、体重約270トンという記録の信憑性は低い。30.5メートルを超える記録は疑問視された。流体力学モデルによると、代謝やエネルギーの制約により、33メートルの長さを超えることはできない。体重は妊娠中のメスで最大になり、成獣の体重の範囲は80 - 199トン（全長27.6メートル）、理論上は体重が200トンに達する可能性があるなどナガスクジラ（最大70-76トン前後）よりもかなり大型であり、現生種でシロナガスクジラの次に体重が重いのはセミクジラ（最大確認体重は106-116トン）である。成体ではオスよりメスの方が若干大きい。また、他のナガスクジラ科と同様に南半球の亜種が北半球の亜種よりも大型化する傾向が見られ、北半球では通常は21 - 25メートル前後、最大で28メートルになる。一方で、南半球においてもチリやペルーの周辺ではピグミーシロナガスクジラではないシロナガスクジラでありながらも小型の個体群が存在しており、体長の範囲は北半球から得られてきた記録に近い数値となっている。
体型は紡錘型で細長い形状をしており、背側は様々な色の灰青色で、腹側はやや明るい色をしている。下顎から臍にかけて55 - 88本の溝（畝）が入る。体色は青灰色で、淡色の斑紋が点在する。和名は水中では他種と比較して白く見えることに由来する。胸鰭の腹面は白い。
上顎は扁平で、アルファベットの「U」字状。髭は髭板も剛毛も黒い。背鰭は小型で、三角形。
上あごと下あごが軟骨のみで繋がっているため、直径10メートル近く口をあけることができる。流線型の体型をしており、尖った頭部をもつ。細く長い胸びれ、横に広がった薄い尾ひれをもつ。また、背中の後方には小さな背びれをもつ。この背びれの形や、付近の模様から個体識別を行うことができる。体表は淡灰色と白のまだら模様で、のどから胸にかけては白い模様になっている。
のどの表面には60本程度の畝（うね）がある。主食であるオキアミを捕食するときは、この畝が広がって大きなのど袋をつくる。頭頂部には2つの噴気孔がある。歯に代わる部分として食事に使われるいわゆる「鯨ひげ」と呼ばれる髭板の長さは1枚70センチメートル以上にも及ぶ。ただし、髭板の長さではセミクジラ科のホッキョククジラの方がはるかに長く、最大3m近くに達するのに比べれば小さく、鰭の大きさでも同じ仲間のザトウクジラには及ばない。
しかし、シロナガスクジラ最大の特徴は、やはり何と言ってもその体長である。世界最大の動物であるが、その大きさは、人間を仮に平均170センチメートルだとすると、シロナガスクジラは、およそ12倍から最大で20倍に相当する。
しかし、捕鯨の影響により多数の大型鯨類が小型化した可能性が指摘されており、本種も平均体長が4 - 7メートルも減少した可能性がある。

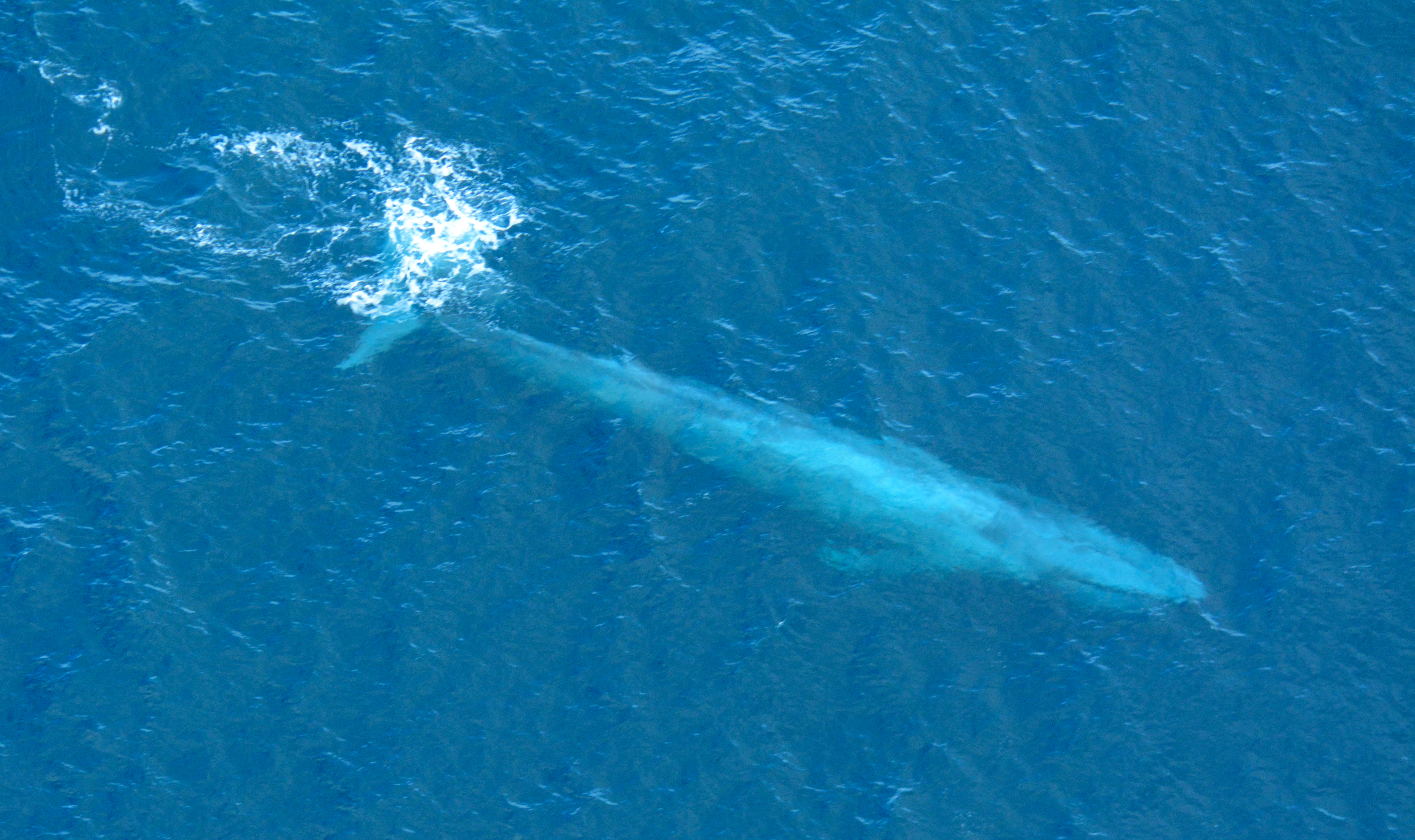
英名の由来である、海面下にあると青く見える体色。
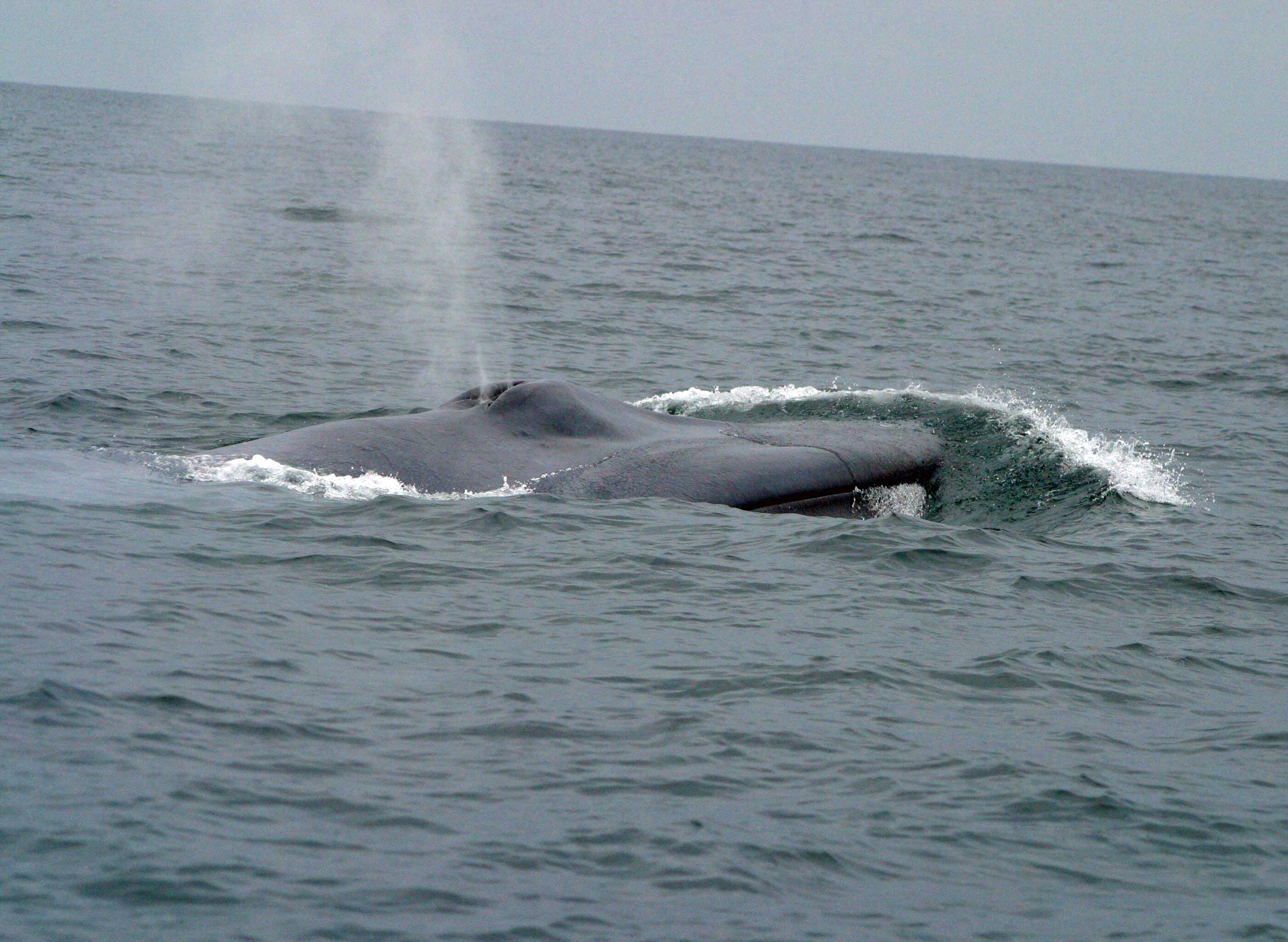
頭部とブロー
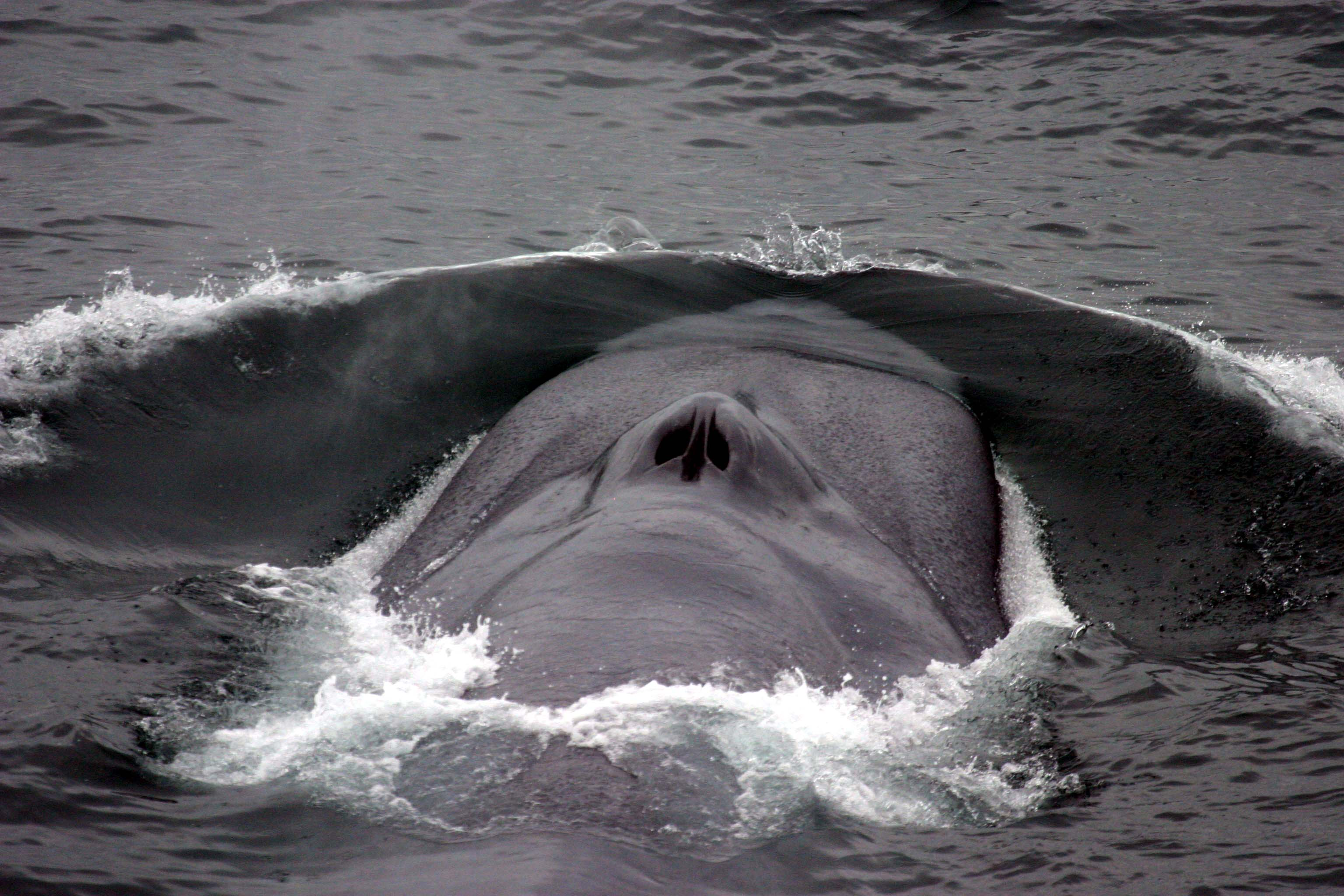
噴気孔
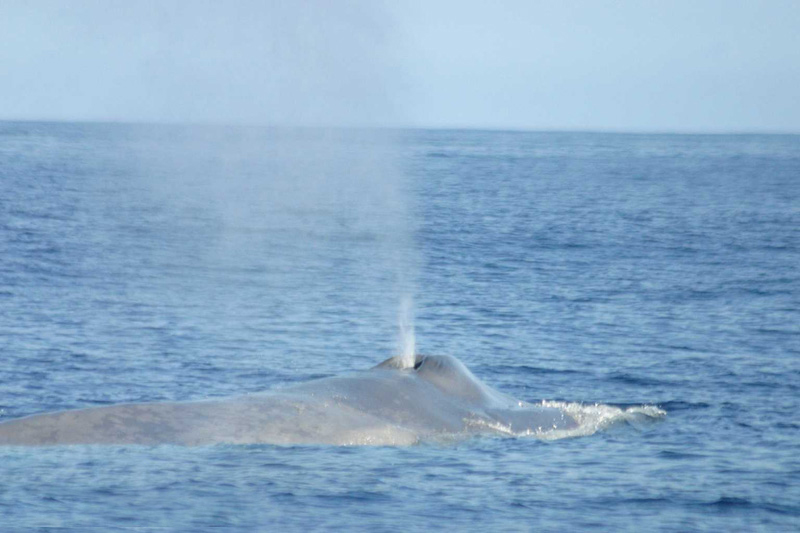
ブロー
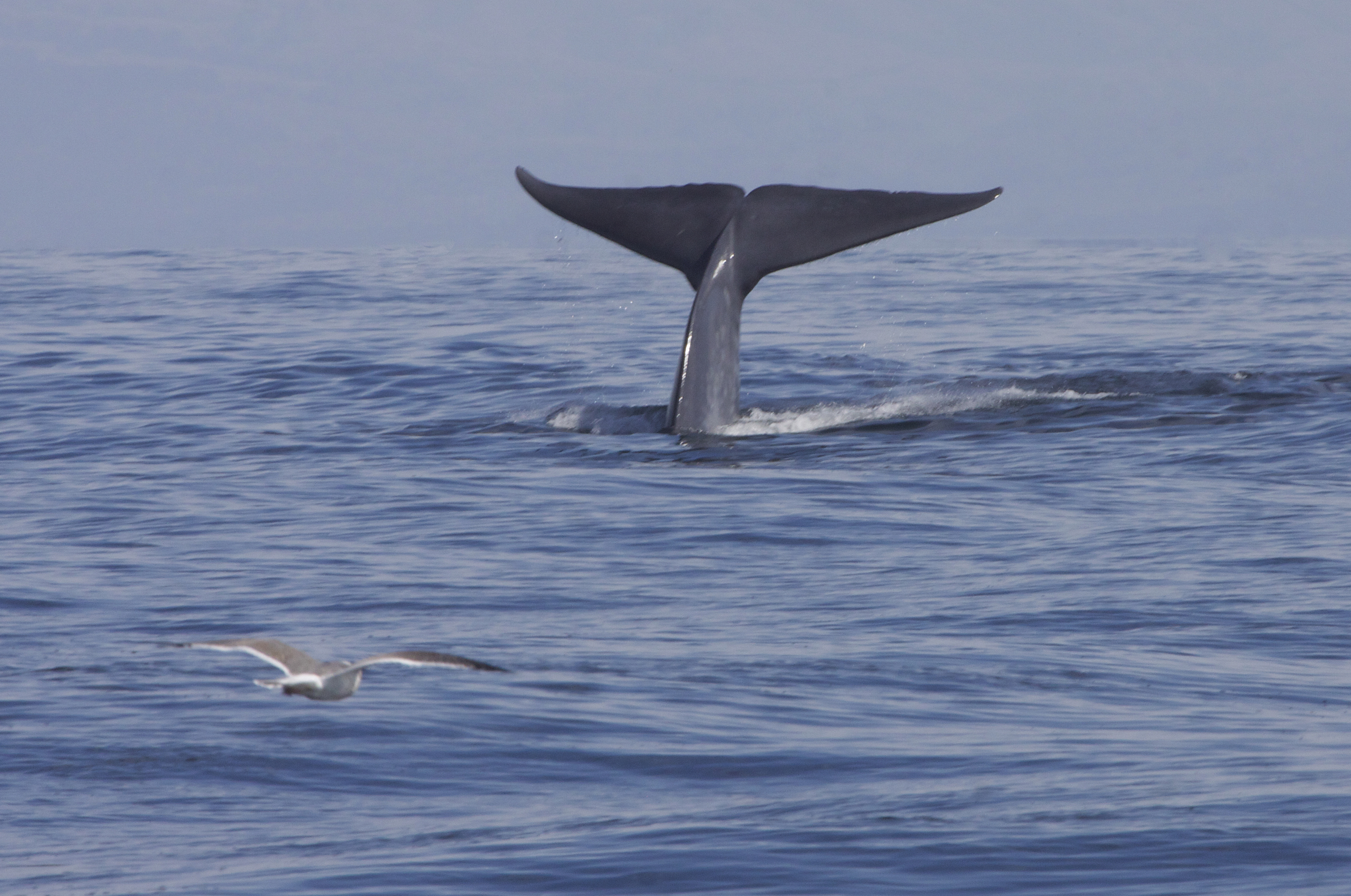
フルークアップの様子。
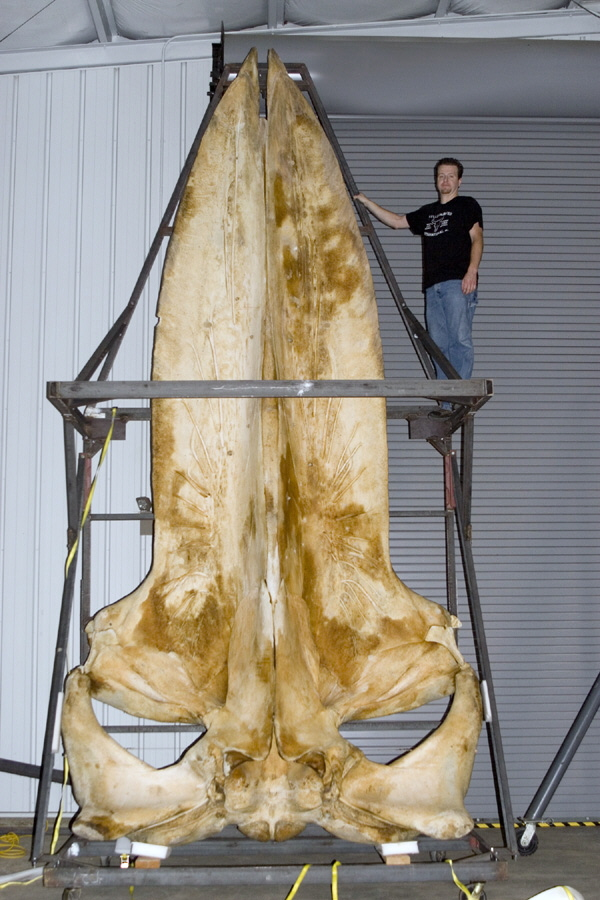
頭骨と成人男性の比較。
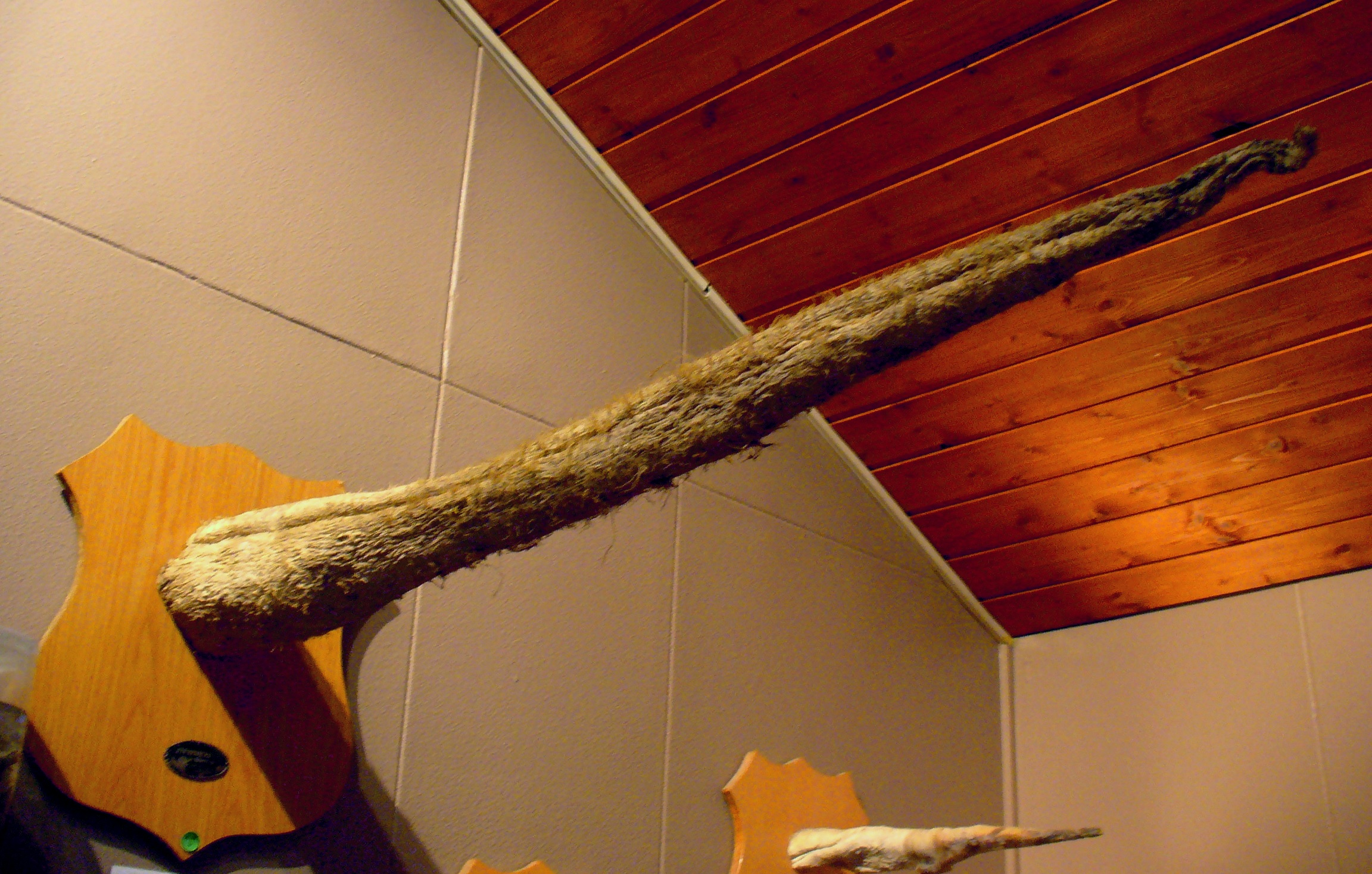
陰茎の標本[注釈 5]（英語版）。
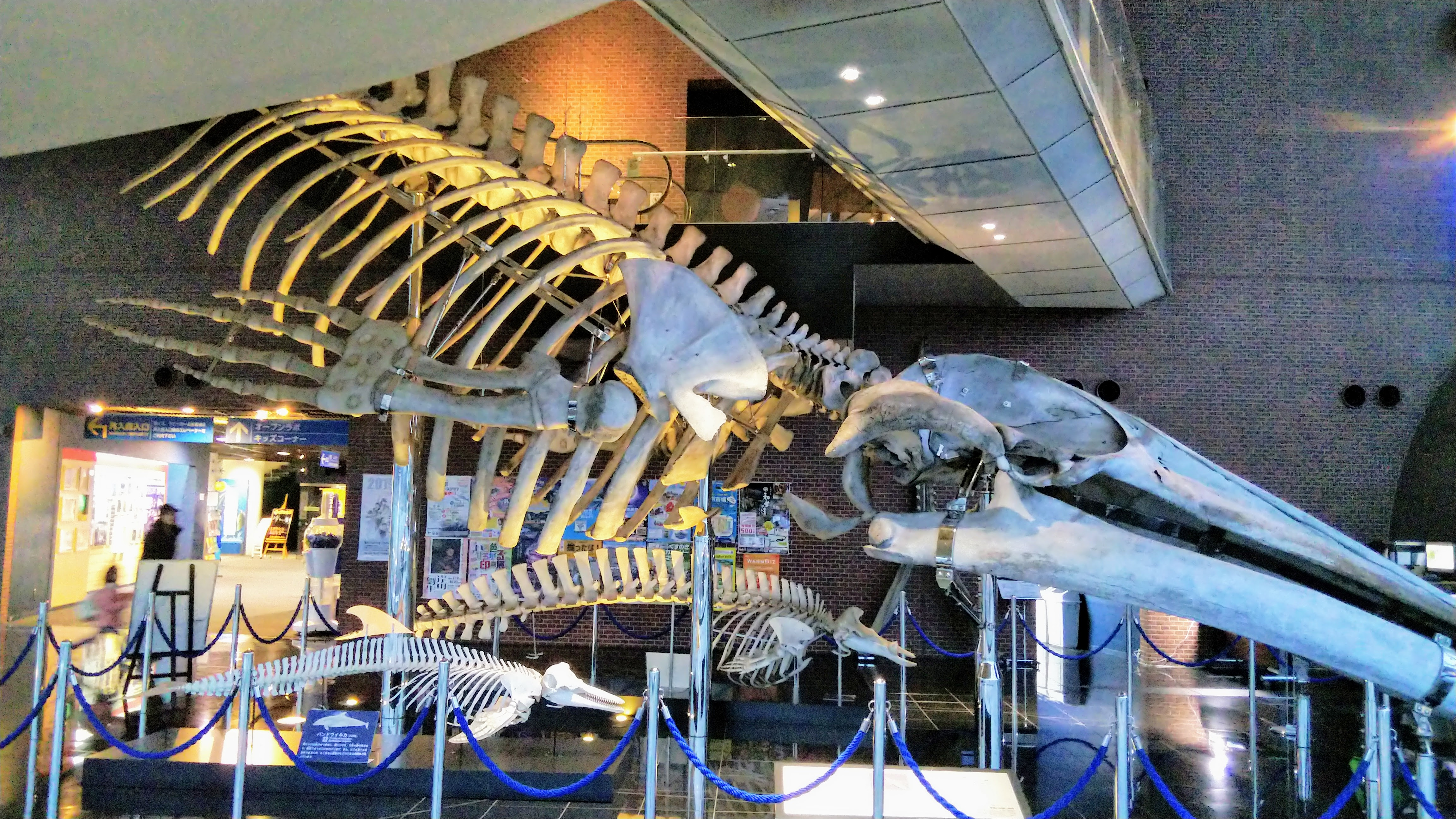
鯨類の骨格標本の大きさの比較。手前から順にハンドウイルカ、シロナガスクジラ、オウギハクジラ。

## 生態

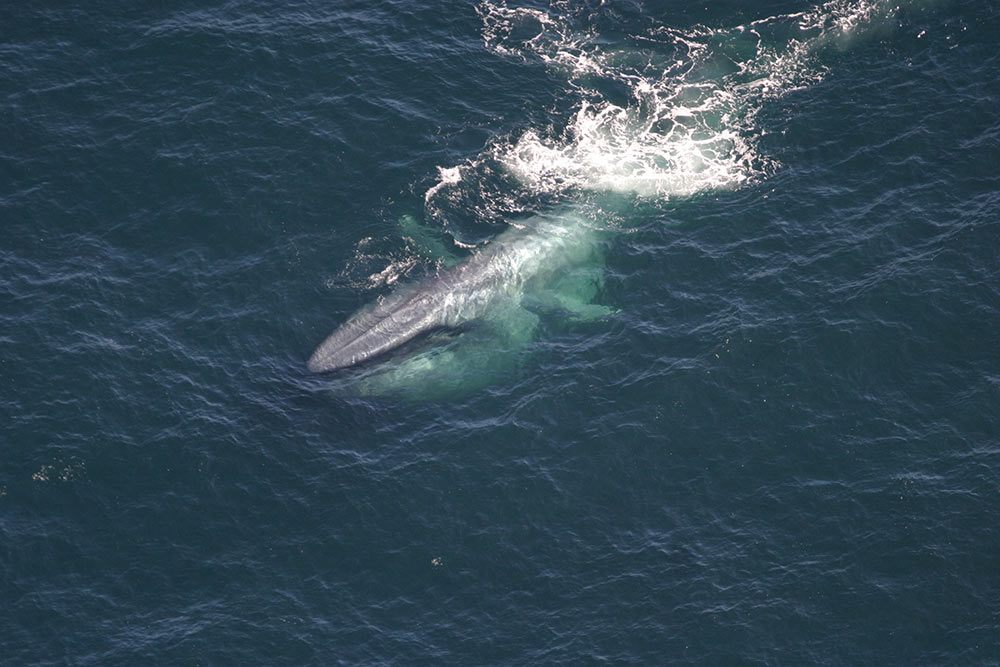
採餌の光景

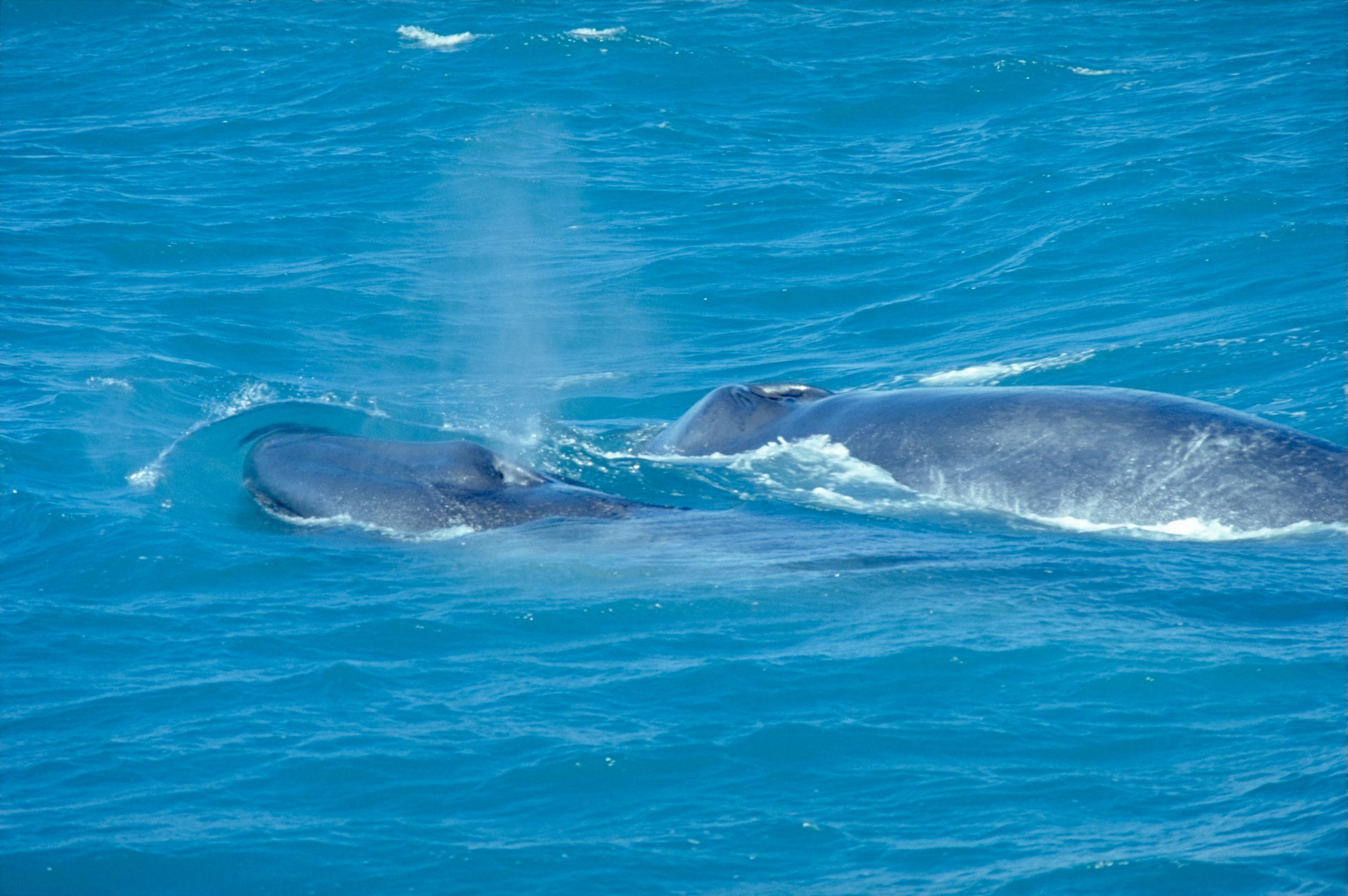
親子（オーラフスビーク）

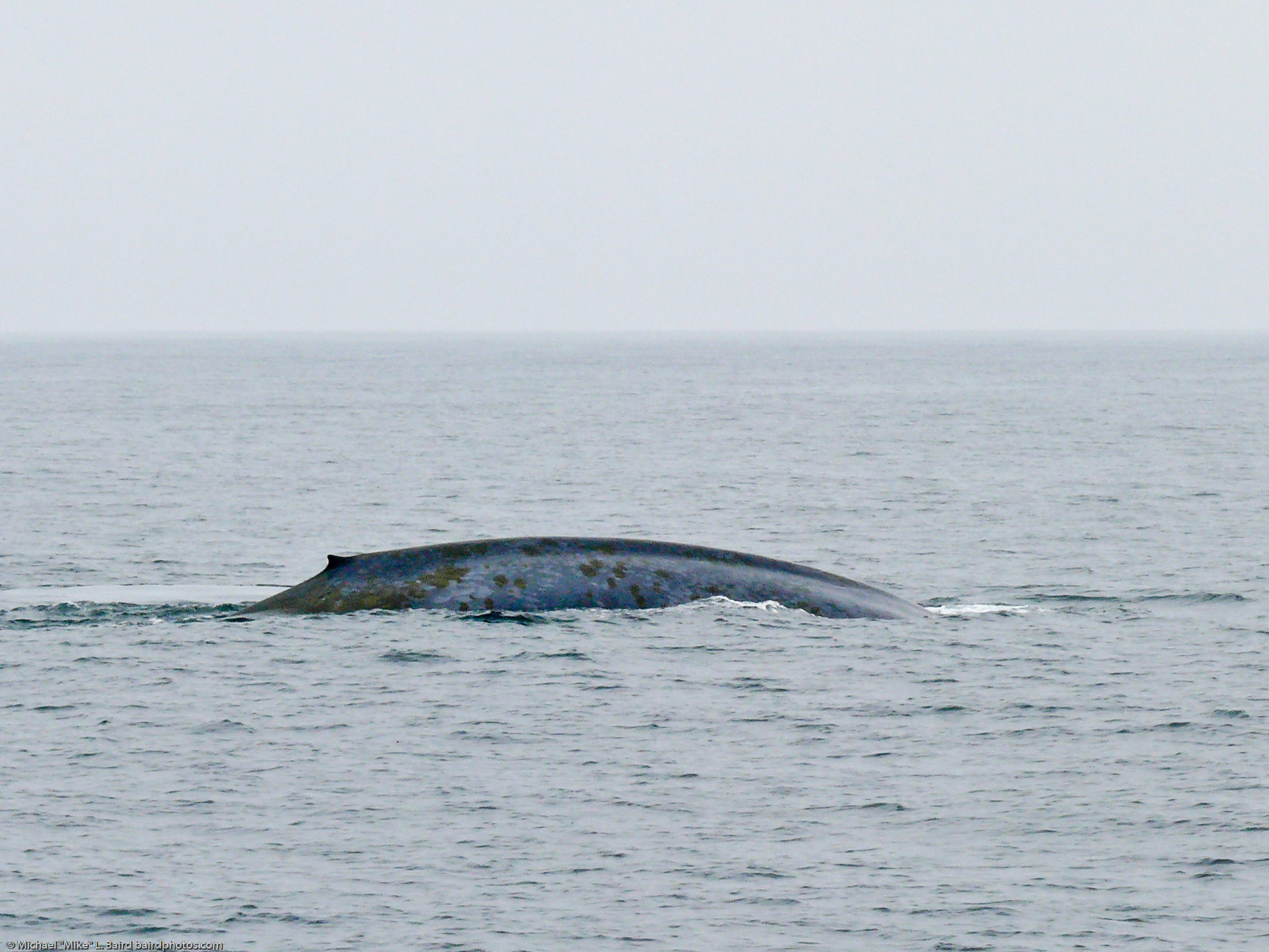
藻が付着した個体（サンタクルス島）

最長寿命は110 - 118年と推定されていたが、2010年にデンマークに座礁したナガスクジラが140歳だと判明している。
繁殖期や子育ての期間を除き一般的には単独行動か小集団で行動し、母と子の絆以外に明確な社会構造はない。
濾過摂食性であり、オキアミを主食としている個体が多い。主にオキアミ・カイアシ類などのプランクトンを食べる。カリフォルニア湾では浮遊性のカニ類も食べる。主にプランクトン、イワシなどの小魚を食べるが、時にはアジなどの中型魚も食べる。食性はオキアミにほぼ特化しており、上あごにある「鯨ひげ」でこしとって採食する。成体では一日に4トン程度のオキアミを捕食すると思われていたが、2021年の研究で一日平均16トン程度のオキアミを捕食することが判明した。また、オキアミの食べ方にもいろいろあり、一例としては、海面近くに生息するオキアミを食べるのに一端水中に潜り威嚇するように泳いで、オキアミが身を守るために集団で寄り添ったところを一気に食べる。また、最近の研究で、まれなケースとしてイワシを捕食した例が確認されている。イワシはオキアミに比べ泳ぐのが速く縦横に移動するため、それを追いかけ上下逆向きで泳ぐなどの複雑な挙動を繰り返す。
繁殖様式は胎生。冬季に交尾を行う（南半球では7 - 8月）。妊娠期間は10 - 11か月。冬季に低緯度地方で出産を行う。1回に1頭の幼獣を産む。体長約7〜11メートルの子どもを通常1頭出産する。まれに双子が生まれることもある。出産間隔は2 - 3年。授乳期間は6 - 8か月。生後5 - 15年で性成熟する。また、親子の観察記録が非常に少ないことが本種の生態に纏わる不明点の一つとされており、この傾向の原因として、他の多くのヒゲクジラ類とは異なり、妊娠した雌は採取海域を離れた直後に出産して新生児を連れた状態で越冬海域に回遊し、翌シーズンに採餌海域に戻ってくる際に子鯨の乳離れが起きるという仮説が存在する。
最大水泳速度は36 km/hで、急角度で水面から飛び出し着水する「ブリーチング（英語版）」を行う頻度は、ヒゲクジラ類の中では比較的に低い。「ポーポイジング」の延長で頭部を海面に露出させたり、ヘッドスラップに近い動作を見せることはあっても、他の大型鯨類と同様のブリーチングを行うことは稀である。
また、採餌時や潜水時の姿勢や泳ぎ方などから、多くの個体は（人間の範疇で解釈すれば）「左利き」であると推測されている。
シロナガスクジラは最も大きな鳴き声をあげる動物種でもある。シロナガスクジラの鳴き声の基本周波数は8〜25Hzで、発声の仕方は地域、季節、行動、時間帯によって異なる。低周波の大きなうなり声を発し、音量は180ホンを超えることもある。この鳴き声により個体間のコミュニケーションを行っており、160キロメートル以上先の相手とも連絡をとる事が出来る。
天敵はヒトやシャチ以外には殆どいない。シャチによる襲撃の多くは成功せず、明確な捕食の観察例は2019 - 2021年に西オーストラリア沖で記録された3例が初であり、いずれも50 - 75頭の群れが子供や未成熟の個体などを仕留めている。また、本種を含むザトウクジラ以外のナガスクジラ科（「flight species」）は、「fight species」と呼ばれるその他のヒゲクジラ類と異なりシャチからの襲撃に対して戦って抵抗するのではなく逃走を選ぶ傾向が強いだけでなく、発声音域にもこの両グループでは明確な差が存在しており、この差異にもシャチへの対応行動の違いが反映されている可能性がある。
後述の通り、とくに日本では「鯨害獣論（鯨食害論）」を支持する風潮が見られて捕鯨問題が拡大したが、その論理的正当性には当時から疑問視する声が多く、日本側も結果的に撤回しており、2010年代以降は対照的に大型鯨類による海洋生態系と気候などへの好影響が指摘されている。

## 異種間交配
大きさや側面の模様はナガスクジラと類似するため、アイスランドでは捕獲したクジラが捕鯨禁止のシロナガスクジラか否かが問題となったことがある。その際には、稀に見られるシロナガスクジラとナガスクジラの交雑種の存在も指摘された。また、これらの雑種も繁殖が可能と判明している。しかし、捕鯨によって個体数が激減した結果、繁殖相手を見つけることがより難しくなったことでシロナガスクジラとナガスクジラの異種間交配が増加した可能性があり、また、従来の想定よりも大幅に交配が進行していると判明しており、雑種の増加による両種への圧迫と「種」としての将来（とくにより個体数が少ないシロナガスクジラ）が懸念されている。類似した問題はセミクジラとホッキョククジラの間にも存在する。
その他にも、ザトウクジラとの交配個体が少なくとも一例判明している。

## 人間との関係

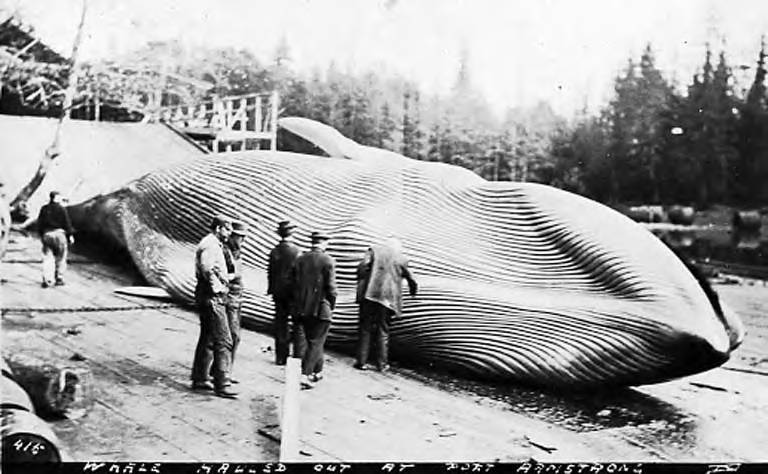
1900年代の捕鯨業の様子

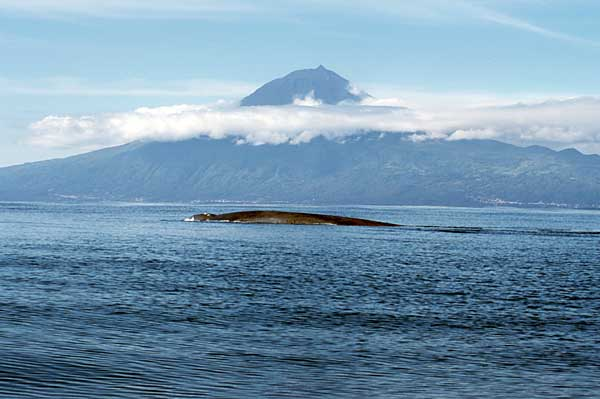
ピコ島（アゾレス諸島）におけるホエールウォッチング。

最初の狩猟は西暦900年頃に行われたものと推定され、古くは遊泳速度が速く死骸が沈むことから捕鯨の対象とはされていなかった。1860年代に近代式の捕鯨方法が開発されたことで、捕鯨の対象とされるようになった。南極海では1904年から捕鯨が開始された。2018年の時点では捕獲自体は本種に対する大きな脅威ではなく、生息数は増加傾向にあると考えられている。一方で地域によっては船舶との衝突や、南極では以下のような影響が懸念されている。1975年のワシントン条約の発効時から、ワシントン条約附属書Iに掲載されている。
北太平洋ではオレゴン州やカリフォルニア州やカリフォルニア半島など、北大西洋ではセントローレンス湾やアゾレス諸島やスヴァールバル諸島など、北インド洋ではスリランカなど、南半球ではチリの沿岸やオーストラリアやインドネシアや東ティモールなど、シロナガスクジラやピグミーシロナガスクジラの個体数が比較的良好に保たれていて、主だった生息域へのアクセスが比較的に容易な海域ではホエールウォッチングの対象とされることもある。
また、これらの海域以外でも観光ツアーの最中に遭遇することもあり、モルディブ諸島やオマーン、ケニアとソマリア、アイスランド、カナリア諸島やモーリタニア、ガラパゴス諸島、エクアドルとペルー、コモド国立公園、モザンビークとマダガスカル、ニュージーランドなど、時期によっては現行のホエールウォッチングやダイビングツアーの延長で観察できたりなど、一般人でも目撃する機会がある可能性がある海域も散見される。
ミナミシロナガスクジラ

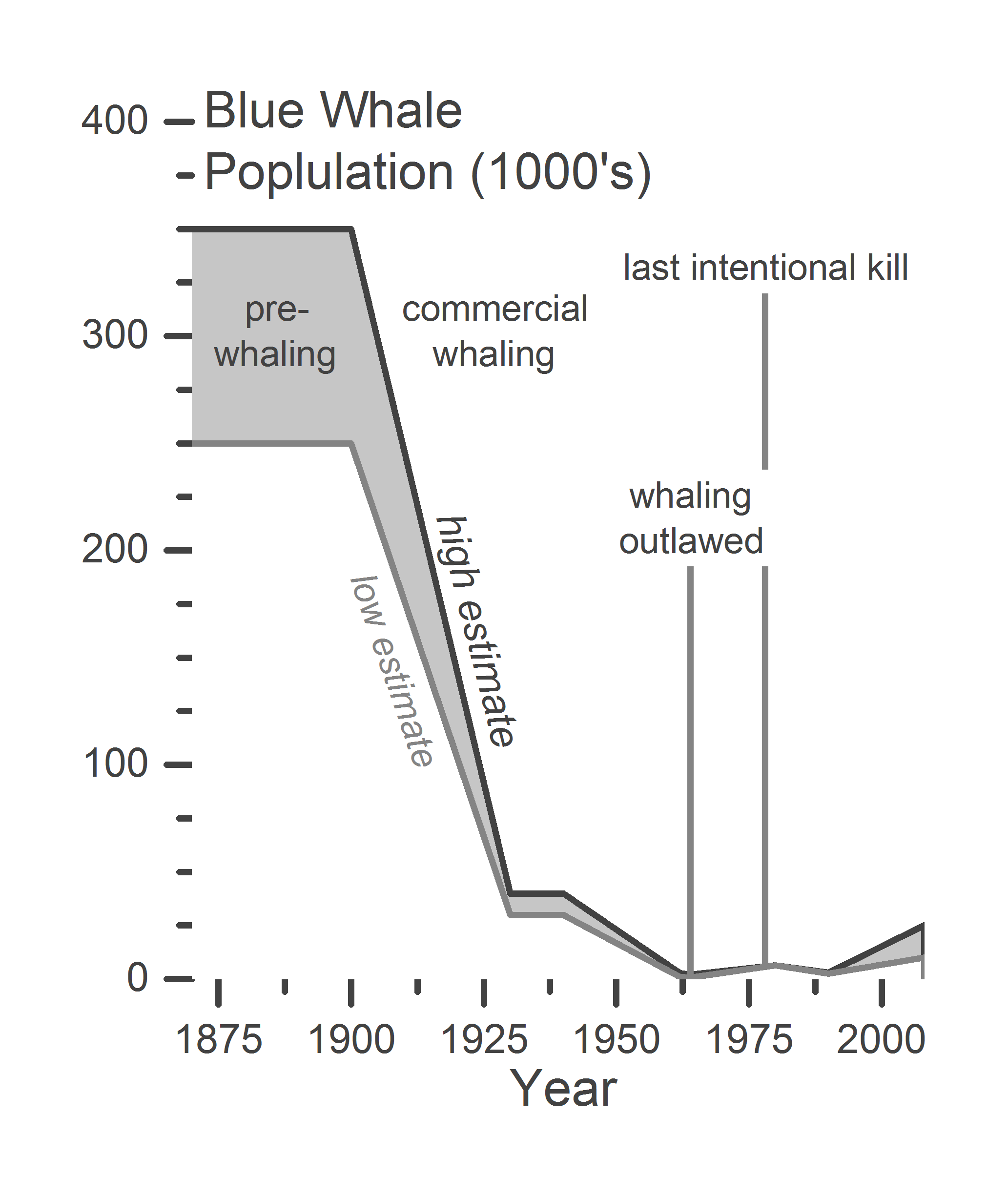
個体数の推移

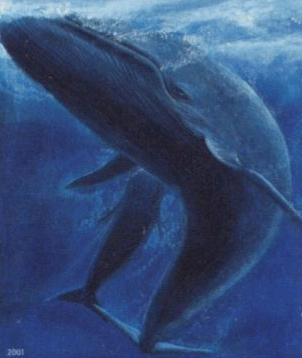
フェロー諸島の切手

南極海では、21世紀に主な獲物であるオキアミ類が温暖化や海洋酸性化により激減することが予想されており、影響が懸念されている。
近年、個体数は年々増加し続けているものの、総計で1万頭前後と非常に少なく、絶滅危惧種に指定されている。
巨大で高速で泳ぐことから捕獲が困難で、古くは捕鯨の対象とはならず、元々は個体数は30万頭いたと推定されている。しかし、19世紀以降、爆発銛、大型・高速の捕鯨船が導入された近代捕鯨が始まると捕獲対象となった。
もっとも早く減少した北大西洋のシロナガスクジラは、第二次世界大戦前には関係国の協定により捕獲が停止されており、1954年には国際捕鯨委員会で正式に捕獲停止が決定された。
手付かずであった南極海でも20世紀初頭には捕鯨が始まり、ノルウェー、イギリス、日本を中心とした10カ国が捕鯨船団を派遣するなどして捕獲が行われた。最盛期である1930・1931年の1漁期だけで約3万頭が捕獲された。
第二次世界大戦による捕鯨中断のため若干の回復があったものの減少が続いた。1937年に一部の国の協定で操業期間制限が始まり、1946年の国際捕鯨取締り条約で捕獲量に制限が設けられたものの、規制に用いられた「シロナガス換算方式（BWU）」の欠点から、個体あたりの鯨油生産効率の高いシロナガスクジラに捕獲が集中し、十分な歯止めとならなかった。
1962・1963年の漁期を最後に通常型の捕獲は停止された。捕獲停止時の南極海の通常型の個体数は約700頭と推定されている。なお、亜種のピグミーシロナガスクジラも1966年には捕獲が停止され、南極海での捕鯨は完全停止した。
北太平洋でも東部海域は1954年、西部海域も1966年には捕獲が停止された。その後はごく少数の例外を除き捕獲はされておらず、捕獲は全世界で停止状態にある。捕獲禁止後も長らく個体数回復の調子が見られなかったが、近年では回復に転じている。南極海の個体数について、1997/1998年の推定では通常型（ピグミーを除く）2300頭とされ、このほかピグミーシロナガスクジラが5,700頭以上とされる。増加率は、南極海の通常型について1978/1979年期-2003/2004年期の間で年平均8.2%と推定されている。
南半球では、ミナミシロナガスクジラ、ナガスクジラ、ミナミセミクジラに関しては、各々が本来の生息数の50%未満に回復するのは西暦2100年ごろだと推測されている。
日本

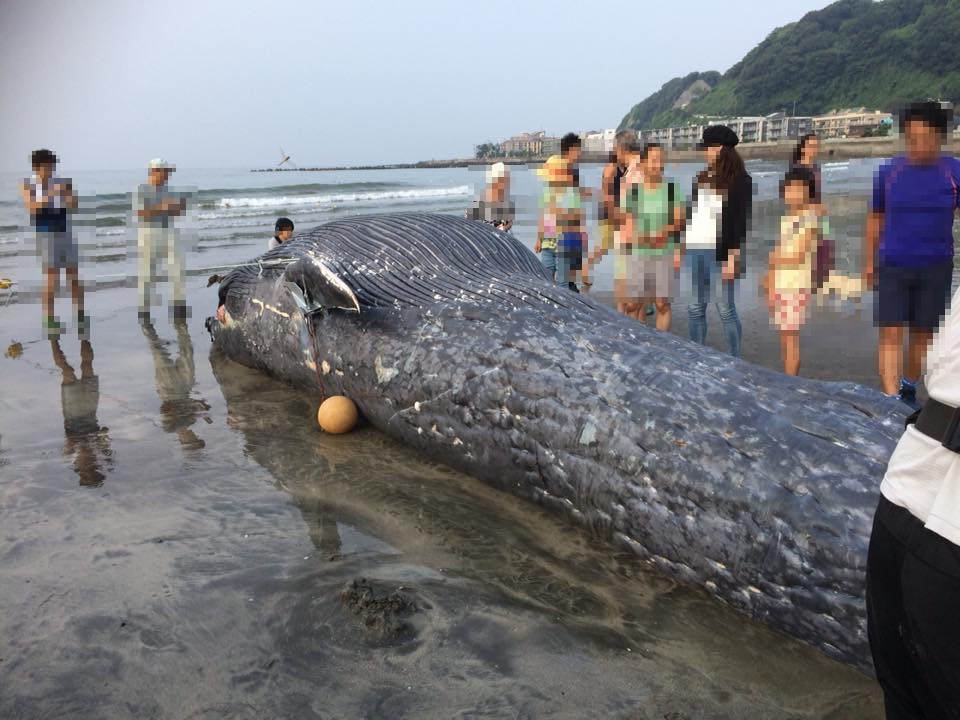
由比ヶ浜に漂着した個体（2018年8月6日）。

日本列島では古くは「長須鯨」と呼称されていた。1966年に本種を対象とした商業捕鯨が禁止されたが、1907年から1945年の間だけでも北海道・青森県・三重県・和歌山県・四国地方・宮崎県などを中心に推定2,565頭が捕獲されている。これらの捕獲のアジアの系統群への影響は大きかったとされ、近年ではほぼ見られない。また、中国大陸や朝鮮半島や台湾における近代商業捕鯨は実質的に日本が統治時代などに開始したものが主体であり、同じアジア系個体群に属していたとも思わしい散発的な捕獲例が朝鮮半島の東岸や黄海や台湾などに存在する。
1870年に現在の臼杵市大泊に打ちあがった記録のある「大鯨」は肩甲骨の形状から、本種とする説もある。1913年には請島に打ちあがったという記録がある。
2018年8月5日、神奈川県鎌倉市の由比ヶ浜にシロナガスクジラが漂着（ストランディング）した。体長10メートルほどのオスであり、シロナガスクジラの漂着が事実確認できる事例としては日本国内初であった。
また、1990年代にも日本国内の市場から本種やナガスクジラ、南半球のイワシクジラやニタリクジラなどの保護対象種や保護対象個体群由来の肉が発見されたこともあり、その由来には座礁個体、船舶との衝突によって死亡した個体、混獲または混獲と称した意図的な捕獲による個体、密猟などの可能性があるものの、厳密な要因は不明である。
なお、日本列島においても古くからえびす信仰などにより捕鯨をタブー視する風潮も強く、捕鯨を禁止する地域が存在したり、「東洋捕鯨鮫事業所焼討事件」など捕鯨に反対する住民が暴動を起こした事例も存在する（捕鯨問題#文化としての捕鯨を参照）。また、国内世論に影響を与えて捕鯨問題の拡大に帰結した、鯨類の採餌によって海洋生態系や人間の漁業に悪影響を与えるという「鯨害獣論（鯨食害論）」に関しても、国内外の識者から批判を受けた末に、2009年の国際捕鯨委員会の総会にて日本側は実質的に撤回している。また、捕鯨を中心とした人間の活動によって大型鯨類の個体数が激減したことが海洋生態系の生産力に悪影響を与えた可能性も指摘されている。捕鯨問題#益獣論も参照。
この他にも、日本では捕鯨はナショナリズムを刺激し国威発揚にも使われてきたなど政治的な側面を持ち、絶滅危惧種の鯨類の管轄も環境省ではなく農林水産省の範疇に置かれ、国内の自然保護の界隈でも鯨類などの保護は外国の思想の受け売りとみなされるなど軽視されてきた。

## 保全状況

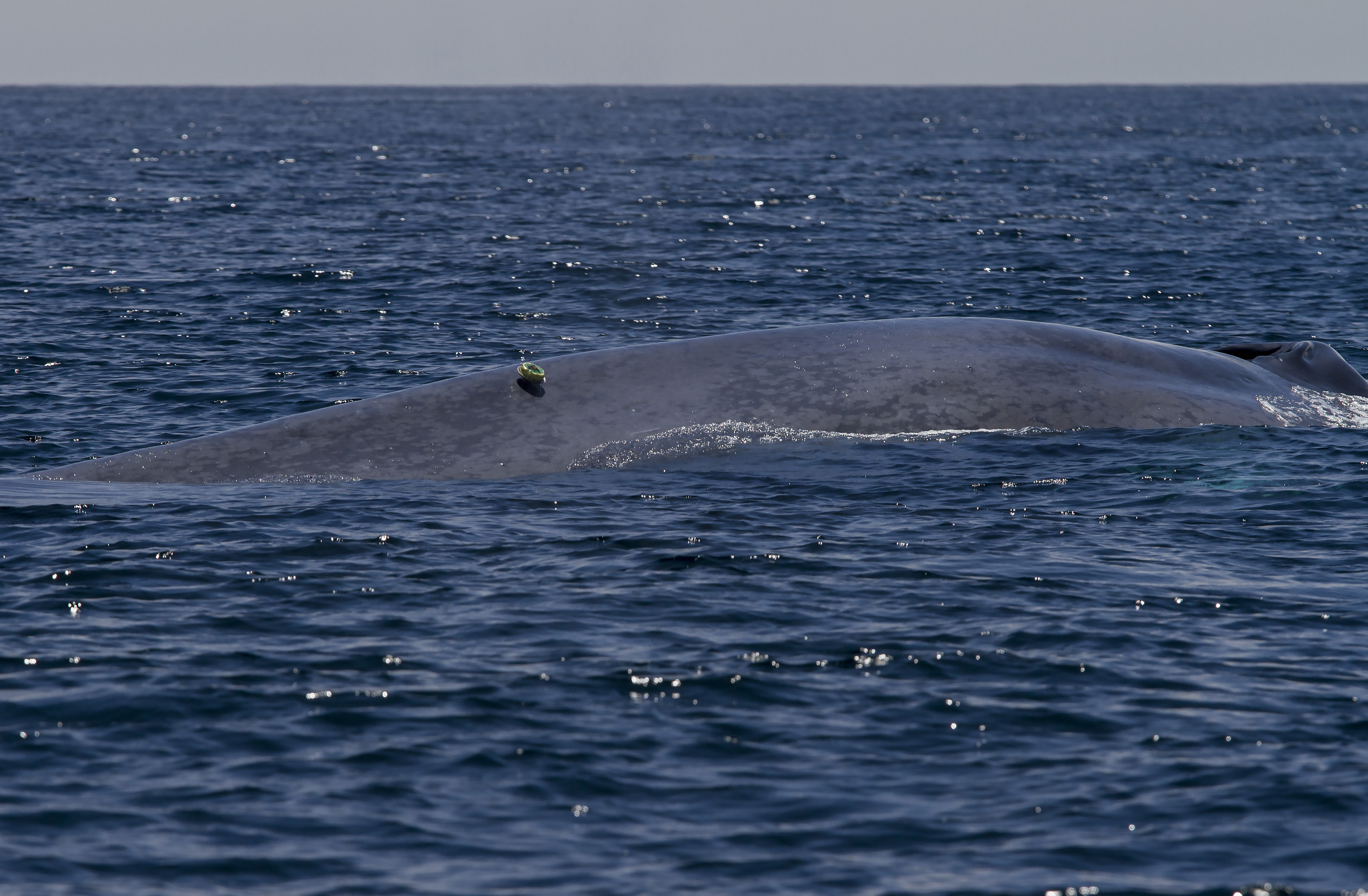
追跡用のタグを装着された個体。

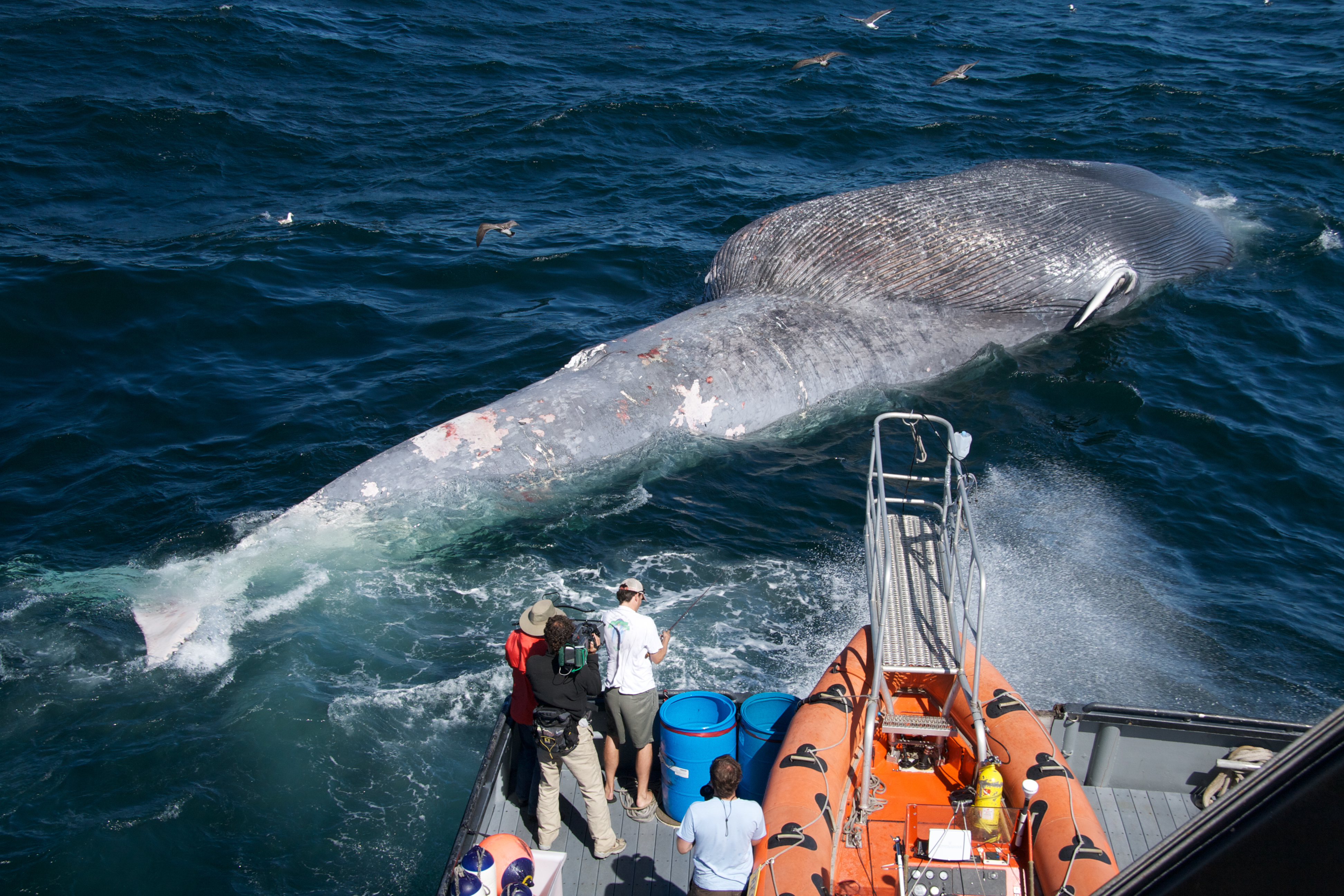
船舶との衝突により死亡した個体。

19世紀末までは地球上のほぼ全ての海に生息していたが、捕鯨によって絶滅寸前まで個体数が減少した。国際捕鯨委員会は、1966年にシロナガスクジラの捕獲を全面的に禁止した。
しかし、とくに日本とソビエト連邦による本属や他の絶滅危惧種の乱獲と密猟が横行し、とくにソビエト連邦による操業は「20世紀最大の環境犯罪」とも称され、1990年代に当時のソビエト連邦の科学者たちが国内外からの（命の危険に至る可能性も含めて）迫害を受ける危険性を覚悟の上で公開したが、数々の絶滅危惧種や他の種類が多大な影響を受け、激減したり消滅した個体群も存在する。日本はソビエト連邦と実質的な協力関係を結んでおり、両国は「捕鯨オリンピック」時代からの大規模な規律違反を繰り返したり（上記のソビエト連邦による大量違法捕鯨も含めて）互いの違法捕鯨の隠蔽に関与している。日本による海賊捕鯨には複数の外国船舶も利用されており、著名な事例である「シエラ号」はシーシェパードによって航行不能にされ、さらに正体不明の人物によって破壊されている。
国際自然保護連合は、シロナガスクジラを絶滅危惧種としている。人為的な脅威（船の衝突、汚染、海の騒音、地球温暖化）と自然的な脅威（シャチの捕食）の両方に脅かされ続けている。ピグミーシロナガスクジラなど個体数の推移について十分な情報がない個体群もあるが、ミナミシロナガスクジラなど危機的な状況にある個体群もある。気候変動などの要因によって従来の生息地に大幅な異変が発生する可能性があり、たとえば南タラナキ湾の採餌海域では2024年にはサルパが大量発生してオキアミの発生が抑制された結果としてクジラが一切確認されなかったが、2025年にはクジラとオキアミが復活した。本種のホエールウォッチングで知られるスリランカでも、おそらくは気候変動と人間活動によって確認が減少傾向に転じている。
世界のシロナガスクジラの個体数は、2018年時点で10,000～25,000頭（幼い個体を含む）と推定されている。 シロナガスクジラは、1939年から南半球の地域で保護されていたが、1955年には国際捕鯨取締条約により北大西洋で保護されるようになり、この保護は1965年に南極、1966年に北太平洋に拡大された。ただし、アイスランドは1960年まで国際捕鯨取締条約を批准していない。
また、「絶滅のおそれのある野生動植物の種の国際取引に関する条約」や「ボン条約」の付属書Iにも掲載されている。しかし、「ボン条約」には日本などが加盟しておらず、海域によっては保全への実効性が低い。
また、アフリカ諸国とラテンアメリカ諸国によって提唱されている、本種も保護対象に含む南大西洋の鯨類保護区も、日本をふくむいくつかの捕鯨国が中心となって反対しており、2023年の時点でも保護区の設立が実現できていない。日本はこれまで、政府開発援助（ODA）を利用して支援国への捕鯨を支持する様に国際捕鯨委員会における「票買い」を行ってきたとされており、ドミニカ国の元環境・計画・農水大臣でありゴールドマン環境賞の受賞歴も持つカリブ自然保護協会の会長のアサートン・マーチン（英語版）は、日本によるODAの捕鯨への政治利用を「ODA植民地主義」と批判しており、大臣職の辞任も南太平洋鯨類保護区の設立に反対する様に指示されたことへの抗議だったとしている。捕鯨問題#文化としての捕鯨も参照。

## 関連画像

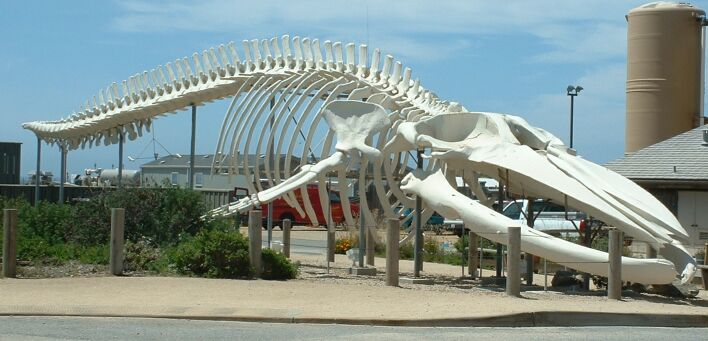
骨格
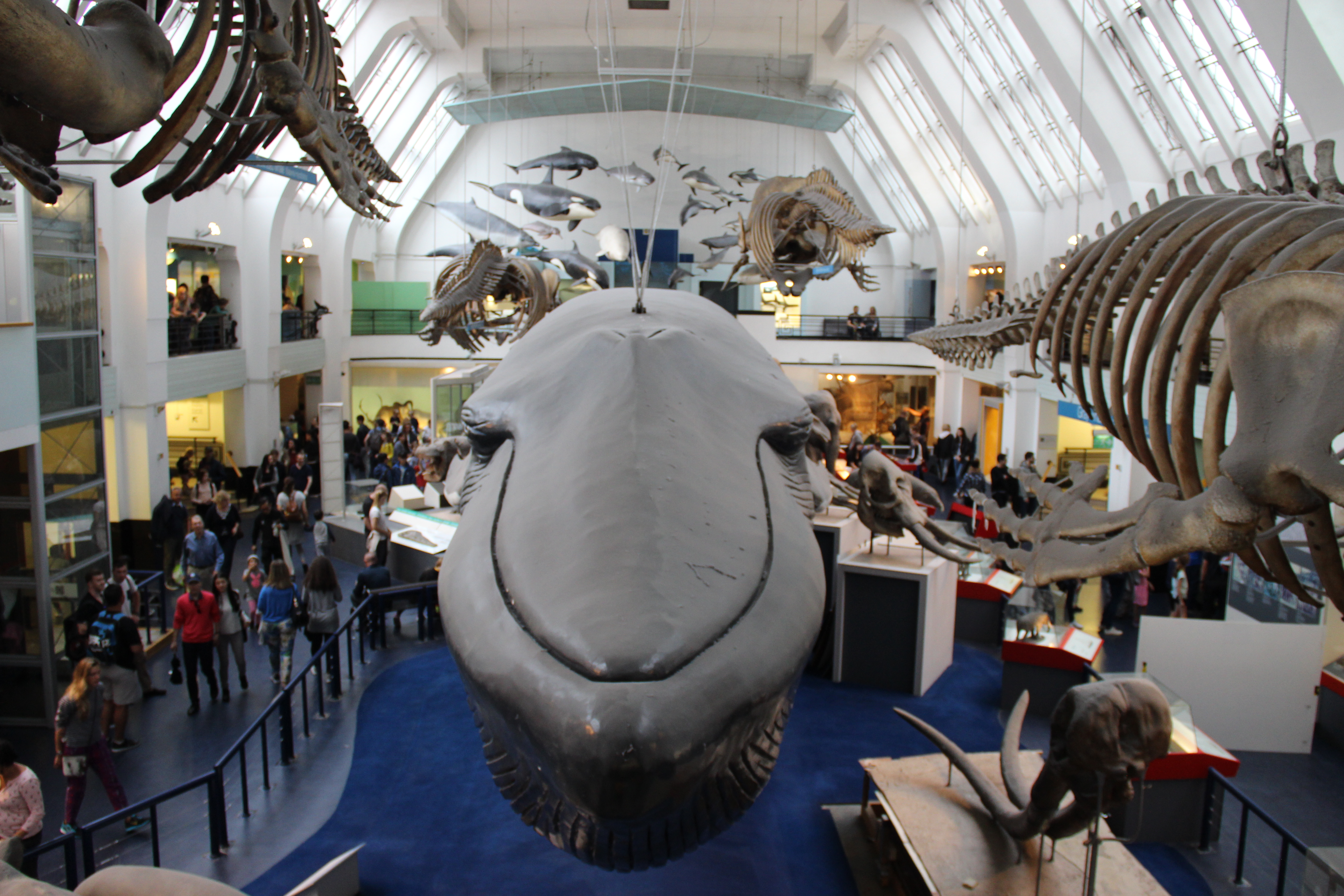
ロンドン自然史博物館にて
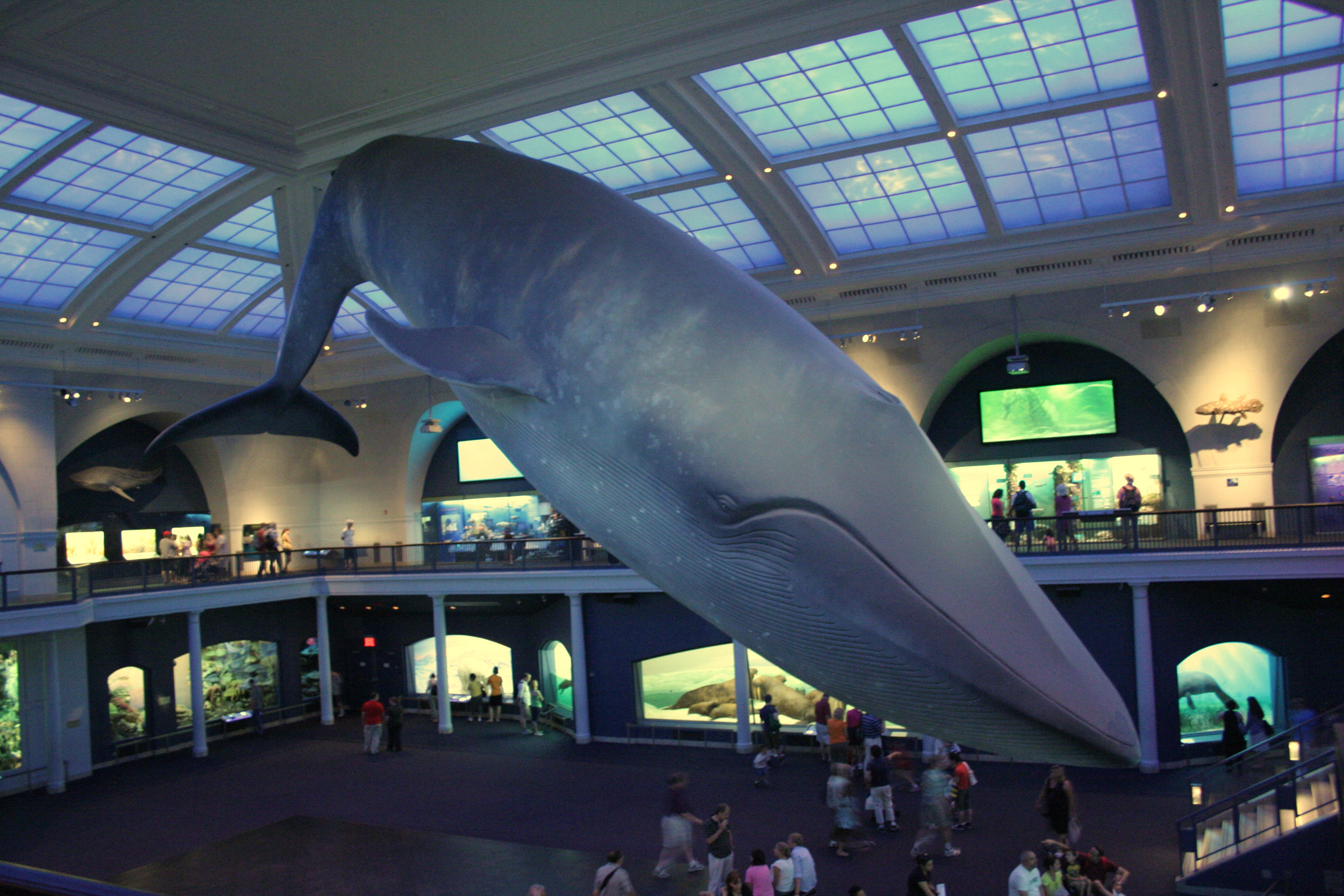
アメリカ自然史博物館にて
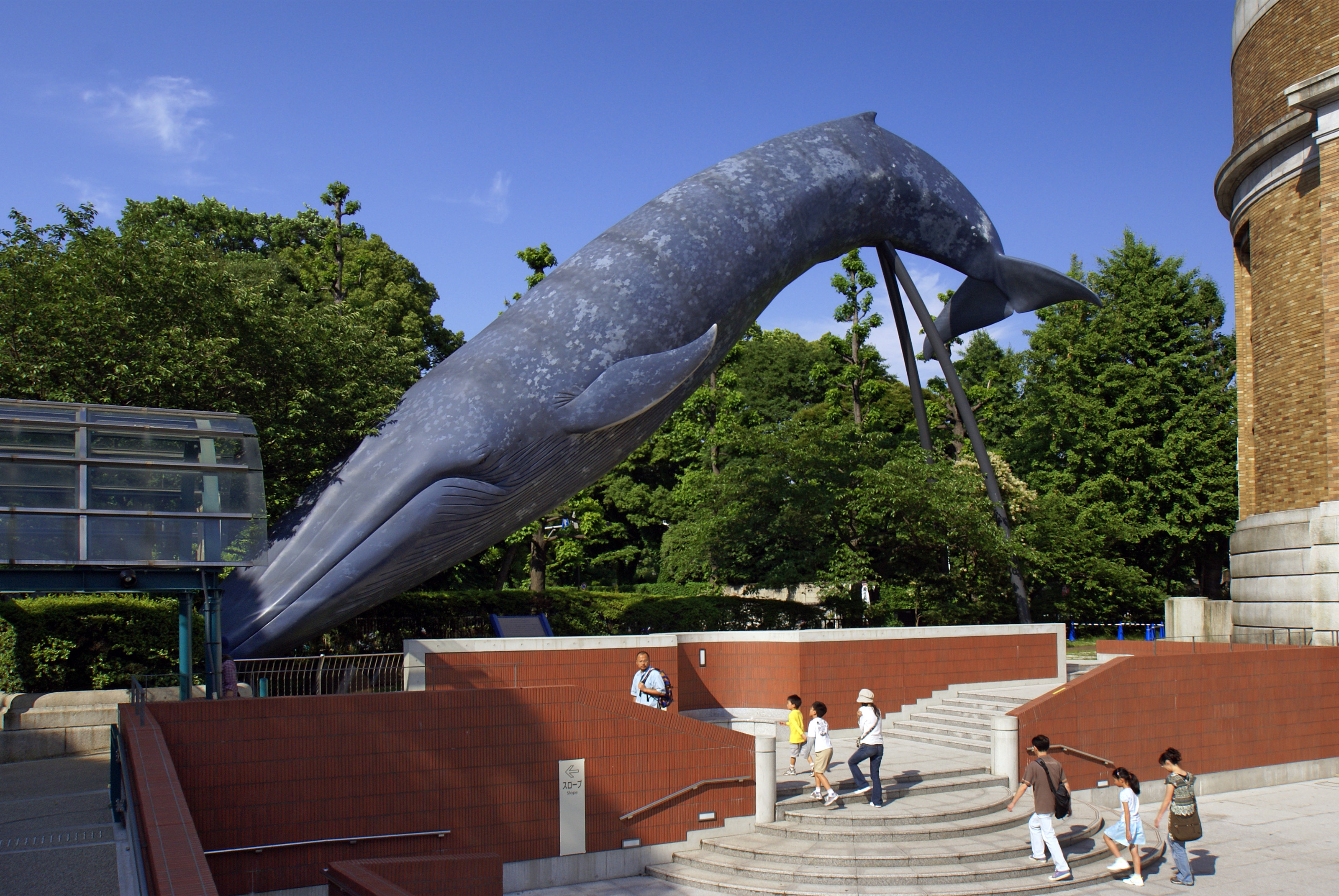
上野・国立科学博物館にて